# Quắc Quốc phu nhân
Quắc Quốc phu nhân Dương thị (chữ Hán: 虢國夫人楊氏; ? - 756), tên thật chưa rõ, một trong những người chị của Dương Quý phi.
Bà nổi tiếng có nhan sắc mà không cần trang điểm, được vinh hiển phong làm Mệnh phụ do em gái Dương Quý phi đắc sủng, đồng thời bị đồn có quan hệ loạn luân với anh họ Dương Quốc Trung.

## Tiểu sử
Dương thị là người huyện Vĩnh Nhạc, Bồ Châu (nay là Vĩnh Tế, Vận Thành, tỉnh Sơn Tây), con gái thứ ba của Tư mã Tham quân Thục Châu Dương Huyền Diễm (楊玄琰). Thuở nhỏ, Dương thị ở cùng cha tại đất Tứ Xuyên, cũng có tài mạo. Lớn lên, Dương thị gả cho người họ Bùi, sinh ra một con trai là Bùi Huy (裴徽) và một con gái. Sau khi Dương Quý phi được Đường Huyền Tông sủng ái, là chị của Quý phi, Dương thị được Huyền Tông gọi là Tam di (三姨) và thụ phong tước hiệu [Quắc Quốc phu nhân], trong khi người chị cả Đại di là Hàn Quốc phu nhân còn người em gái Bát di là Tần Quốc phu nhân.
Cũng vì là chị của sủng phi, Quắc Quốc phu nhân cùng chị gái Hàn Quốc phu nhân và em gái Tần Quốc phu nhân được ân điển, có xe ngựa đưa rước, vải lụa châu báu chất đầy, trở nên vô cùng rựa rỡ. Mỗi khi Quắc Quốc phu nhân cùng hai người chị Tần Quốc, Hàn Quốc nhập triều, các mệnh phụ thậm chí công chúa cũng đều kiêng dè nhường trước. Con trai Bùi Huy của bà, được cưới con gái của Thái tử Lý Hanh, tức là Cáo Quốc công chúa.
Được một thời gian, Tần Quốc phu nhân qua đời, chị của Quý phi chỉ còn Hàn Quốc và Quắc Quốc thụ ân sủng. Do còn khá trẻ đã trở thành góa phụ, bản tính lại lẳng lơ thiếu giữ gìn, nên Quắc Quốc phu nhân một mặt dựa vào thế của Quý phi em mình mà sống sung túc, mặt khác lại liếc mắt đưa tình với Đường Huyền Tông, không hề có chút tránh kỵ mà ở cùng một phòng với anh họ Dương Quốc Trung của mình.
Trong thời gian đầu của Loạn An Sử, Đường Huyền Tông cùng Dương Quý phi đến đất Thục, Hàn Quốc và Quắc Quốc đi theo. Khi Chính biến Mã Ngôi xảy ra, Dương Quốc Trung bị binh sĩ giết chết, Dương Quý phi bị ban chết. Nghe tin bạo loạn cũng như cái chết của Dương Quốc Trung lẫn Quý phi, Quắc Quốc phu nhân cùng con cái và vợ của Quốc Trung là Bùi thị chạy đến Trần Thương (nay là Bảo Kê, tỉnh Thiểm Tây). Huyện lệnh Tiết Cảnh Tiên (薛景仙) nghe tin, cho người truy đuổi, Quắc Quốc phu nhân hoảng sợ đưa những người chạy trốn vào một khu rừng trúc, sau đó dùng vũ khí giết chết chính con trai, con gái của bà đồng thời cũng giết luôn Bùi thị, hòng sau đó tự mình cũng tự sát. Huyện lệnh Tiết Cảnh Tiên truy bắt đến đúng lúc Quắc Quốc phu nhân chỉ vừa thắt cổ, nên đem xuống và giải về quan phủ. Trong ngục, Quắc Quốc phu nhân do vết thương ứ đọng ở cổ mà cũng chết. Bà được mai táng ở vùng ngoại ô Trần Thương. Chị của bà là Hàn Quốc phu nhân cũng bị giết trong cơn loạn binh.

## Truyền thuyết và thi ca
Giai thoại về Quắc Quốc phu nhân: Một lần, vào sinh nhật của Đường Huyền Tông, bà đã chuẩn bị một tiết mục đặc biệt mừng sinh nhật hoàng thượng. Nhưng do luyện tập mệt mỏi nên đã thức dậy muộn, chưa trang điểm đã vội vàng vào cung. Huyền Tông thấy Quắc Quốc phu nhân tuy chưa trang điểm nhưng lại có vẻ đẹp khác thường, ánh mắt long lanh đa tình, đôi môi đỏ mọng hình như muốn mời gọi nam nhân, đôi má ửng hồng, những giọt mồ hôi lấm tấm trên trán, sức sống rào rạt như đóa phù dung sau cơn mưa.
Thi nhân Trương Hỗ (張祜) đã viết bài thơ ca ngợi vẻ đẹp của bà:
| 虢國夫人 ... 虢國夫人承主恩， 平明骑马入宫门。 却嫌粉黛污颜色， 淡扫蛾眉朝至尊。 | Quắc Quốc phu nhân ... Quắc Quốc phu nhân thừa chủ ân, Bình minh kỵ mã nhập cung môn. Khước hiềm chi phấn ô nhan sắc, Đạm tảo ma mi triều chí tôn. |

Nhà thơ Đỗ Phủ cũng có bài thơ nói về sự vinh sủng và nhan sắc của Quắc Quốc phu nhân:
| 麗人行 ... 三月三日天氣新， 長安水邊多麗人， 態濃意遠淑且真， 肌理細膩骨肉勻， 繡羅衣裳照暮春， 蹙金孔雀銀麒麟， 頭上何所有？ 翠微盍葉垂鬢唇。 背後何所見？ 珠壓腰衱穩稱身。 就中雲幕椒房親， 賜名大國虢與秦， 紫駝之峰出翠釜， 水精之盤行素鱗， 犀箸饜飫久未下， 鸞刀縷切空紛綸， 黃門飛鞚不動塵， 御廚絡繹送八珍， 簫鼓哀吟感鬼神， 賓從雜遝實要津， 後來鞍馬何逡巡， 當軒下馬入錦茵， 楊花雪落覆白蘋， 青鳥飛去銜紅巾， 炙手可熱勢絕倫， 慎莫近前丞相嗔！ | Lệ nhân hành ... Tam nguyệt tam nhật thiên khí tân, Trường An thủy biên đa lệ nhân. Thái nùng ý viễn thục thả chân. Cơ lý tế nhị, cốt nhục quân. Tú la y thường chiếu mộ xuân, Xúc kim khổng tước, ngân kỳ lân. Đầu thượng hà sở hữu ? Thuý vi hạp thiệp thuỳ mấn thần. Bối hậu hà sở kiến ? Châu áp yêu kiếp ổn xứng thân. Tựu trung vân mạc tiêu phòng thân Tứ danh đại quốc Quắc dữ Tần. Tử đà chi phong xuất thuý phủ, Thủy tinh chi bàn hành tố lân. Tê trợ yêm ứ cửu vi hạ, Loan đao lũ thiết không phân luân. Hoàng môn phi khống bất động trần, Ngự trù lạc dịch tống bát trân. Tiêu quản ai ngâm cảm quỷ thần. Tân tòng tạp đạp thực yếu tân, Hậu lai yên mã hà thuân tuần. Đương hiên há mã nhập cẩm nhân. Dương hoa tuyết lạc phú bạch tần, Thanh điểu phi khứ hàm hồng cân. Chích thủ khả nhiệt thế tuyệt luân, Thận mạc cận tiền, thừa tướng sân... | Bài hát về người đẹp ... Mồng ba tháng ba khí trời trong, Người đẹp đất Kinh chơi bên sông: Tính nết thuỳ mỵ vẻ đượm nồng. Xương thịt đều đặn, da trắng mòng. Áo là, xiêm vóc, ánh xuân lồng, Bạc đúc kỳ lân, vàng dát công. Trên đầu có gì quý ? Cánh trả buông theo mái tóc cong. Sau gáy có gì đẹp ? Vạt châu lẩn gọn vừa lưng ong. Màn mây người ở họ tiêu phòng, Tần quốc, Quắc quốc, tước vinh phong. Trên bướu lạc đà chỗ xanh biếc, Trong mâm thủy tinh cá trắng bông. Đũa ngà ngán ngấy mãi chưa gắp, Dao loan thái nhỏ đành uổng công. Thị vệ phi ngựa bụi không tung, Bát trân bếp ngự dâng lại dùng. Đàn, sáo réo rắt, trống thì thùng, Khách mời chen chúc bọn vương công. Yên ngựa đến sau, sao sượng sùng? Xuống ngay đệm gấm trước thềm rồn. Hoa dương rắc tuyết dày lớp dong. Chim xanh bay lại ngậm khăn hồng. Hơ tay thấy nóng! Hách vô cùng! Ai ơi! Chớ xán gần bên trong! Cụ lớn Thừa tướng không bằng lòng. |